# Léon Thévenin

## Historique
Le Léon Thévenin est un câblier construit en 1983 par les ateliers et chantiers du Havre. Il appartient à Orange Marine et opère pour Chamarel Marine Services. Basé au Cap, en Afrique du Sud, il intervient dans le cadre de la maintenance 2OCMA. Il a été baptisé en l'honneur de l'ingénieur Léon Charles Thévenin.
Le Léon Thévenin est le frère jumeau du Raymond Croze, construit selon la même structure : longueur de 107 mètres, largeur de 17,8 mètres, tirant d'eau de 6,25 mètres, volume de cuves de 1400 mètres cubes, capacité de 1350 tonnes de charge utile (câbles), puissance motrice de 3800 CV, vitesse de 15 nœuds, autonomie de 8 000 milles marins, hébergement jusqu'à 94 personnes.
Le Léon Thévenin est commandé le 6 février 1981 par la Compagnie Française des Câbles Sous-Marins et de Radio à la Société Nouvelle des Ateliers et Chantiers du Havre et de la Rochelle-La Pallice Réunis, puis lancé le 20 septembre 1982 (mise à l'eau) au Havre.

### ACMA
Le Léon Thévenin est mis en service en 1983 à La Seyne-sur-Mer en remplacement du Marcel Bayard incendié accidentellement le 7 janvier 1981.
Pendant 3 décennies, il sera basé à Brest dans le cadre du contrat ACMA  (Atlantic Cable Maintenance & repair Agreement), assurant ainsi la maintenance des câbles en Atlantique / Manche / Mer du Nord. 
Le Léon Thévenin a notamment été utilisé pour récupérer les enregistreurs de vol du vol 182 Air India qui s'est abîmé en mer au sud de l'Irlande à la suite d'une explosion, le 23 juin 1985.

### 2OCMA

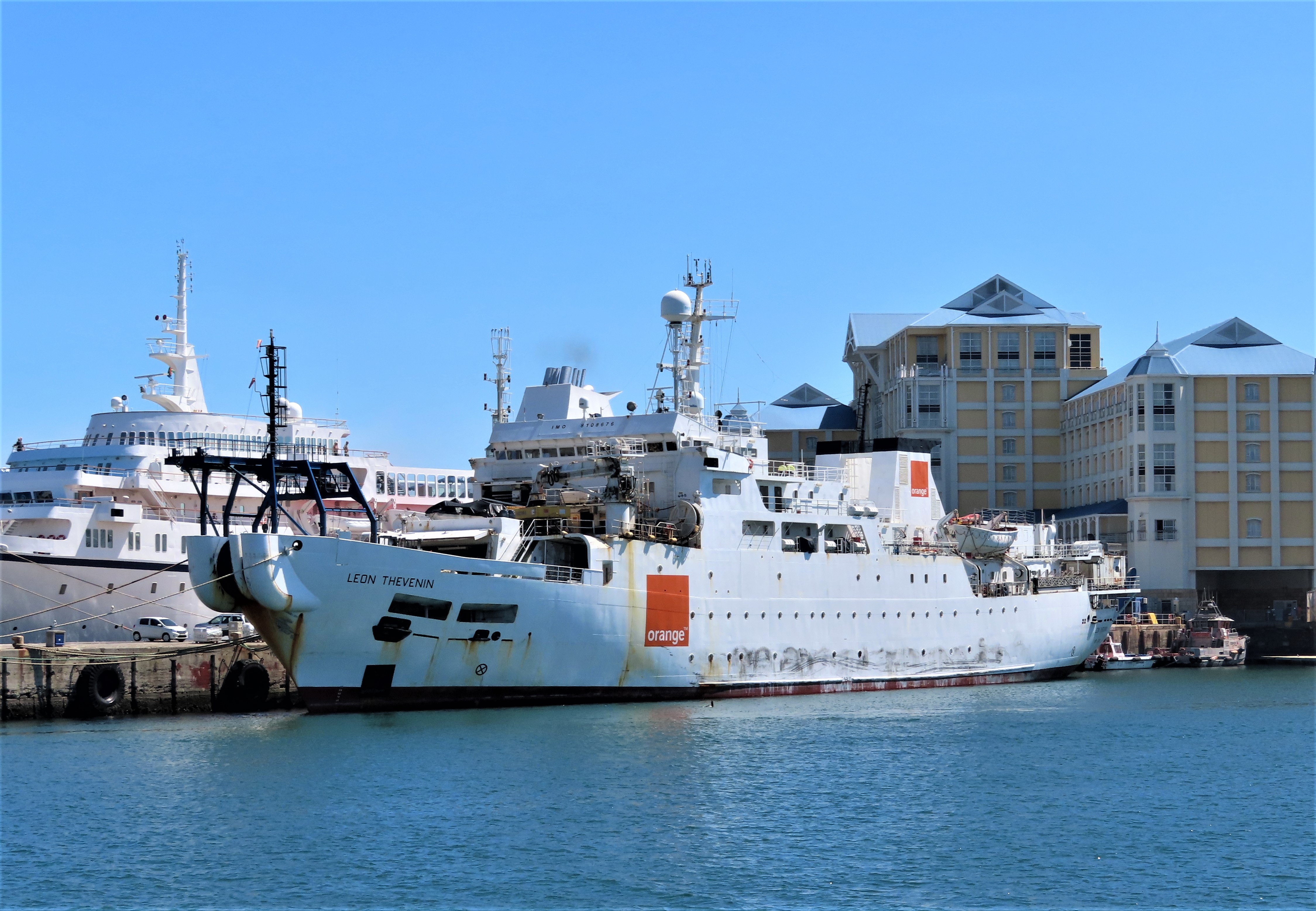
Câblier Léon Thévenin à Cape Town.

Depuis 2013, il remplace le Chamarel (ex- Vercors) et il est basé à Cape Town (Afrique du Sud), dans le cadre du contrat 2OCMA (2 Oceans Cable Maintenance Agreement). 
Il bat pavillon Mauricien (Port Louis). 

Nombreux sont les curieux qui viennent le découvrir, en plein cœur du Waterfront. 

## Caractéristiques techniques
IMO 8108676 / MMSI 645400000 / Callsign 3BSP
Motorisation : deux lignes d'arbres, hélices supra divergentes à pas fixe. Motorisation diesel-électrique. P.totale propulsion électrique : 3800 ch
2x propulseurs transversaux de 750 ch.   
3x DA principaux : Crepelle 8 SN 3L
3x DS auxiliaires : Poyaud Wärtsila UD 150V12D
2x mâchines à câbles (hydrauliques) : tambour + 4 paires de pneus
Equipé d'un ROV de classe HECTOR, développé et conçu par SIMEC. 

La brochure technique complète du LEON THEVENIN, sur le site Orange Marine.